# Метеор (рыбка)
Метеор — одна из искусственно культивированных декоративных пород аквариумной «золотой рыбки» (лат. Carassius gibelio forma auratus varr. (Hervey и Hems, 1948)), отличающаяся отсутствием хвоста.

## История происхождения
Рыбка «Метеор» была выведена заводчиками по промышленному разведению золотых рыбок и является одной из самых странных и удивительных пород серии. Эта порода рыб настолько редка, что появились слухи о том, что она вымышленна.

## Описание
Рыбка «Метеор» является потомком породы золотых рыбок под наименованием «Рюкин» («Нимфа»). Все основные черты и окраска соответствуют стандарту нимф, но отличительной особенностью золотой рыбки «метеор» является полное отсутствие хвостового плавника или наличие небольшого рудимента, что и послужило названием этой золотой рыбки.
Недопустимо содержание этих рыбок в шаровидных аквариумах, в которых очень слабый водный газообмен из-за сужающегося кверху отверстия ёмкости и рыбки задыхаются. Желательный объем для содержание — от 100 литров воды на одну особь.